# رونالد اینگلهارت
رونالد اف. اینگلهارت (به انگلیسی: Ronald F. Inglehart)؛ (۵ سپتامبر ۱۹۳۴–۸ مه ۲۰۲۱). دانشمند سیاسی آمریکایی که در زمینه سیاست تطبیقی متخصص بود. وی مدیر پیمایش ارزش‌های جهانی، یک شبکه جهانی از دانشمندان اجتماعی است که در پیمایش‌های ملی، نظر نمونه‌هایی از مردم بیش از ۱۰۰ جامعه را در همه شش قاره مسکونی بررسی کرده‌است که شامل ۹۰ درصد جمعیت جهان می‌شود. اولین موج نظرسنجی برای این طرح در سال ۱۹۸۱ انجام و آخرین موج آن در سال ۲۰۱۹ تکمیل شد. از سال ۲۰۱۰، اینگلهارت همچنین مدیر آزمایشگاه پژوهش‌های اجتماعی تطبیقی در دانشگاه تحقیقات ملی - دانشگاه اقتصاد پلخانف روسیه در مسکو و سن‌پترزبورگ بود. این پژوهشگاه در روسیه و هشت کشور اتحاد جماهیر شوروی سابق نظرسنجی‌هایی را انجام داده‌است و دانشجویان دوره دکترا را در زمینه روش‌های بین‌المللی پژوهش کمی آموزش می‌داد.
اینگلهارت در ۸ مه ۲۰۲۱ درگذشت.
او با استفاده از داده‌های پیمایش ارزش‌های جهانی، مدلی از ابعاد فرهنگی را طراحی کرد که دارای دو محور است: ارزش‌های سکولار - منطقی در برابر ارزش‌های سنتی و ارزش‌های خودبیان گری در برابر ارزش‌های بقا. داده‌ها اغلب در قالب نقشه فرهنگی جهان از اینگلهارت - ولزل تجسم یافته‌اند که به عنوان «یکی از مشهورترین بخش‌های سنت پژوهش اینگلهارت» توصیف شده‌است.
در دهه هفتاد، اینگلهارت نظریه تأثیرگذار در مورد جایگزینی نسلی را توسعه داد که تغییر ارزش‌های بین نسلی از ارزش‌های مادی به فرامادی را بررسی می‌کرد و به شکل‌گیری پیمایش‌های یوروبارومتر - مجموعه پیمایش‌های اجراشده از افکار عمومی از ۱۹۷۳ در اتحادیه اروپا -، پیمایش ارزش‌های جهانی و دیگر طرح‌های پیمایش جهانی کمک می‌کند. با توجه به این کار، وی بعدها نسخه تجدیدنظرشده‌ای از نظریه مدرنیزاسیون و نظریه مدرنیزاسیون تکاملی ارائه داد که باورمند است توسعه اقتصادی، نهادهای دولت رفاه و صلح پایدار بین قدرت‌های بزرگ از سال ۱۹۴۵، انگیزه‌های انسانی را به گونه‌ای تغییر می‌دهد که پیامدهای مهمی در مورد نقش‌های جنسیتی، هنجار جنسی، نقش دین، رفتار اقتصادی و گسترش دموکراسی دارد.

## نوشته‌ها
نوشته‌های متعدد رونالد اینگلهارت بسیار تأثیرگذار شده و ترجمه‌هایی از آنها به زبان‌های آلمانی،
ایتالیایی، اسپانیایی، فرانسوی، سوئدی، پرتغالی برزیل، روسی، لهستانی، کرواتی، ژاپنی، چینی، ویتنامی، کره‌ای، فارسی، اردو، اندونزیایی منتشر شده‌است.

### انقلاب خاموش
در انقلاب خاموش (پرینستون: انتشارات دانشگاه پرینستون، ۱۹۷۷) اینگلهارت یک تغییر عمده بین نسلی در ارزش‌های جمعیت‌های جوامع پیشرفته صنعتی را کشف کرد.

### تحول فرهنگی در جامعه پیشرفته صنعتی
تحول فرهنگی در جامعه پیشرفته صنعتی (پرینستون: انتشارات دانشگاه پرینستون، ۱۹۹۰) به تغییرات اقتصادی، فناوری و سیاسی - اجتماعی در چند دهه گذشته پرداخته که فرهنگ جامعه‌های پیشرفته صنعتی را از جنبه‌های بسیار مهمی دگرگون نموده‌است. این کار بلندپروازانه، تغییر در باورهای مذهبی، انگیزه‌های کار، قضایایی را که منجر به تضاد سیاسی می‌شود، اهمیتی که افراد به زاد و ولد و خانواده می‌دهند و نگرش به طلاق، سقط جنین و همجنس‌گرایی را بررسی می‌کند. کتاب پیشین رونالد اینگلهارت، «انقلاب خاموش» (پرینستون، ۱۹۷۷)، با کشف یک تغییر عمده بین نسلی در ارزش‌های جمعیت جوامع پیشرفته صنعتی، زمینه جدیدی را ایجاد کرد. این جلد جدید نشان می‌دهد تحول ارزش‌ها، بخشی از روند بسیار گسترده‌ای از تحولات فرهنگی است که بتدریج زندگی سیاسی، اقتصادی و اجتماعی را در این جوامع دگرگون می‌سازد. اینگلهارت برای تجزیه و تحلیل تحول فرهنگی از مجموعه گسترده‌ای از داده‌های پیمایش‌های مختلف از بیست و شش کشور استفاده می‌کند که در طول سال‌های ۱۹۷۰ تا ۱۹۸۸ گردآوری شده‌اند. این تحولات در حالی رخ می‌دهد که نسل‌های جوان بتدریج جایگزین کهنسالان در جمعیت بزرگسالان می‌شوند. این تغییرات پیامدهای سیاسی گسترده‌ای دارد و به نظر می‌رسد در حال تغییر نرخ رشد اقتصادی جوامع و نوع توسعه اقتصادی هست که دنبال می‌شود.

### نوسازی و پسانوسازی
در نوسازی و پسانوسازی (۱۹۹۷) اینگلهارت استدلال می‌کند در الگوهای منسجم، توسعه اقتصادی، تحول فرهنگی و تغییر سیاسی با همدیگر پیش می‌روند و این تا حدی قابل پیش‌بینی است. اینگلهارت این نظریه را مطرح کرد که صنعتی شدن سبب تغییرات مرتبط همچون بسیج توده‌ای و کاهش اختلافات در نقش‌های جنسیتی می‌گردد. به نظر می‌رسد تغییرات در جهان‌بینی بیانگر تغییرات در محیط اقتصادی و سیاسی است ولی با تأخیر زمانی نسلی صورت می‌گیرد. صنعتی شدن جامعه پیشرفته سبب تغییر اساسی در ارزش‌ها می‌شود و در آن بر عقلانیت ابزاری تأکید می‌گردد. پس از آن، ارزش‌های پست‌مدرن، تغییرات اجتماعی جدیدی همانند تحول نهادهای سیاسی دموکراتیک و انحطاط رژیم‌های سوسیالیستی دولتی را به دنبال دارند.

### افزایش جزر و مد
در افزایش جزر و مد: برابری جنسیتی و تغییرات فرهنگی در سراسر جهان (نوشته شده با پیپا نوریس، نیویورک و کمبریج: انتشارات دانشگاه کمبریج، ۲۰۰۳) بررسی می‌کند چگونه در سده بیستم تغییرات عمیقی در نقش‌های جنسیتی سنتی ایجاد شد. این مطالعه نشان می‌دهد چگونه نوسازی نگرش‌های فرهنگی نسبت به برابری جنسیتی را تغییر داده و نتایج سیاسی آن را تحلیل می‌کند. این مقاله به‌طور سیستماتیک، نگرش‌ها نسبت به برابری جنسیتی، تقریباً در ۷۰ کشور از غنی تا فقیر و از کشاورزی تا پساصنعتی را در سراسر جهان مقایسه می‌کند. این اثر برای درک بهتر مسایل مربوط به سیاست تطبیقی، افکار عمومی، رفتارهای سیاسی، توسعه و جامعه‌شناسی بسیار ضروری است.

### مقدس و عرفی
در مقدس و عرفی: دین و سیاست در جهان (با پیپا نوریس، ۲۰۰۴)، دوباره رساله عرفی‌سازی را بررسی می‌کند. این کتاب بر اساس شواهد جدیدی است که در چهار موج پیمایش ارزش‌های جهانی از سال ۱۹۸۱ تا ۲۰۰۱ در هشتاد جامعه اجرا شده‌است، که بیشتر ادیان مهم جهان را دربرمی‌گیرد. با بررسی اشکال دینداری از منظری بازتر و در طیف وسیعی از کشورها نسبت به آنچه پیشترً انجام شده بود، این کتاب استدلال می‌کند دینداری در میان جمعیت‌های آسیب‌پذیر، به ویژه در ملت‌های فقیرتر و کشورهای ورشکسته‌ای به شدت ادامه دارد که با خطرهای تهدیدکنندهٔ بقای شخصی مواجه هستند. قرار گرفتن در معرض خطرات جسمی، اجتماعی و شخصی سبب دینداری می‌شود. برعکس، ممکن است در میان اقشار مرفه‌تر در کشورهای ثروتمند، یک فرسایش سیستماتیک از شیوه‌های سنتی مذهبی، ارزش‌ها و باورها رخ داده باشد ولی در عین حال، تعداد فزاینده‌ای از جمعیت - چه در کشورهای ثروتمند و چه در کشورهای فقیر - وقت خود را صرف تفکر در مورد معنی و هدف زندگی می‌کنند. گفته می‌شود در کشورهای توسعه‌یافته، کلیساهای موجود، توانایی خود را برای گفتن نحوه زندگی به مردم از دست می‌دهند ولی ممکن است نگرانی‌های معنوی که به‌طور گسترده تعریف شده‌اند، از اهمیت بیشتری برخوردار شوند.

### نوسازی، تغییر فرهنگی و دموکراسی
در نوسازی، تغییر فرهنگی و دموکراسی: توالی توسعه انسانی (۲۰۰۵، با کریستین ولزل) نشان می‌دهد ارزش‌ها و باورهای اساسی مردم در حال تغییر است، به نحوی که بر رفتار سیاسی، جنسی، اقتصادی و مذهبی آنها تأثیر می‌گذارد. این تغییرات تقریباً قابل پیش‌بینی است چون می‌توان آنها را بر اساس نسخه تجدیدنظرشده‌ای تفسیر کرد که در نظریه نوسازی ارائه شده‌است.
نویسندگان با استناد به شواهدی از جوامع حاوی ۸۵٪ از جمعیت جهان، استدلال می‌کنند مدرنیزاسیون فرآیندی از توسعه انسانی است که در آن توسعه اقتصادی سبب ایجاد تغییرات فرهنگی می‌شود که استقلال فردی، برابری جنسیتی و دموکراسی را بیش از پیش افزایش می‌دهد.

### ارتباطات جهان‌وطنی
در ارتباطات جهان‌وطنی: تنوع فرهنگی در جهان جهانی‌شده (با پیپا نوریس، نیویورک و کمبریج: انتشارات دانشگاه کمبریج، ۲۰۰۹) استدلال می‌کند از طریق گسترش سریع ارتباطات جهان‌وطنی، جوامع در سراسر جهان، سیل اطلاعاتی را تجربه کرده‌اند که از کانال‌های مختلف منشعب از جوامع محلی و حتی مرزهای ملی منتقل می‌شود. به گفته نوریس و اینگلهارت، برای بیش از نیم قرن، تعابیر معمول در مورد تهدیدات بالقوه ناشی از این روند، اغراق‌آمیز بوده‌اند. مجموعه‌ای از دیوارهای آتش از فرهنگ‌های ملی محافظت می‌کند. این کتاب یک چارچوب نظری جدید برای درک ارتباطات جهان‌وطنی را توسعه می‌دهد و از آن برای شناسایی شرایطی استفاده می‌کند که به احتمال زیاد ارتباطات جهانی، تنوع فرهنگی را به خطر می‌اندازد. برای بررسی چشم‌انداز و باورهای افراد در طیف وسیعی از جوامع، نویسندگان شواهد تجربی را از سطح اجتماعی و فردی تجزیه و تحلیل می‌کنند. این مطالعه با استفاده از شواهد حاصل از پیمایش ارزش‌های جهانی است که ۹۰ جامعه از تمام مناطق عمدهٔ جهان از سال ۱۹۸۱ تا ۲۰۰۷ را پوشش می‌دهد. نتیجه‌گیری پیامدهای یافته‌های آنها را در سیاست‌های فرهنگی در نظر می‌گیرد.
دانشمند سیاسی آمریکایی، در زمینه سیاست تطبیقی متخصص بود. [۱] [۲]

### تکامل فرهنگی
در کتاب تکامل فرهنگی: انگیزه‌های در حال تغییر مردم و بازسازی جهان (انتشارات دانشگاه کمبریج، ۲۰۱۸) یافته‌ها و نظریه‌های منتشرشده در کتاب‌های پیشین اینگلهارت به روز می‌شود، ارائه نخستین بیانیه کامل نظریه نوسازی تکاملی اینگلهارت، توصیف چگونگی تکامل ارزش‌های اجتماعی و اولویت‌های انسانی در طول تاریخ در نتیجه افزایش امنیت وجودی. این کتاب پیدایش اخیر احزاب پوپولیست بیگانه‌ستیزی را تبیین می‌کند که ناشی از تغییرات سریع فرهنگی، مهاجرت در مقیاس بزرگ و افزایش سریع نابرابری اقتصادی هست و سبب آن گرایش ذاتی جوامع دانش به داشتن اقتصاد همه‌جانبه برنده است. در ۱۶ دسامبر ۲۰۱۸، فرید زکریا تکامل فرهنگی را به عنوان کتاب هفته خود انتخاب و آن را «شاهکار واقعی» توصیف کرد. این انتخاب بر اساس داده‌های پیمایش طولی در پیمایش ارزش‌های جهانی در بیش از صد کشور است که در شش موج از ۱۹۸۱ تا ۲۰۱۴ گردآوری شده‌است. نظریه نوسازی تکاملی باورمند است که ناامنی اقتصادی و جسمی سبب بازتاب اقتدارگرا می‌شود که منجر به بیگانه‌ستیزی، همبستگی قوی درون‌گروهی، سیاست اقتدارگرا و پایبندی سختگیرانه به هنجارهای فرهنگی سنتی می‌شود. نوسازی و توسعه اقتصادی پس از جنگ جهانی دوم سبب ایجاد درجه‌ای از امنیت در بسیاری از کشورها شده‌است که در آن مردم بقا را امری مسلم می‌دانند. این امر سبب کاهش اقتدارگرایی و افزایش ارزش‌های پساماتریالیستی همچون هنجارهای برابری‌خواهی، عرفی‌سازی، مدارا با خارجی‌ها، برابری جنسیتی، تحمل طلاق و همجنس‌گرایی و سقط جنین شده‌است. امنیت وجودی و هنجارهای برابری‌خواهانه که تحت احساس امنیت ایجاد می‌شوند، برای توسعه دموکراسی ضروری هستند. آزادی انتخاب در جوامع پساماتریالیست سبب افزایش شادی می‌شود. اینگلهارت اکنون با واکنش تند به افزایش اقتدارگرایی، پوپولیسم سیاسی و فرسایش دموکراسی مواجه هست که  نتیجه کاهش منیت اقتصادی و افزایش نابرابری اقتصادی است.

### ترامپ و احزاب اقتدارگرای پوپولیست: انقلاب خاموش وارونه
مقاله «ترامپ و احزاب اقتدارگرای پوپولیست: انقلاب خاموش وارونه» نوشته‌ای است که توسط رونالد اینگلهارت و پیپا نوریس نوشته شده و موضوعاتی را بررسی می‌کند که سبب پیدایش احزاب پوپولیستی در جهان مدرن شده‌است. این مورد از طریق مثال‌های مختلف، همانند برگزیت، حزب ملی فرانسه و ظهور ترامپیسم در حزب جمهوریخواه ایالات متحده (USA) بررسی می‌شود. اینگلهارت می‌گوید دستاوردهای اقتصادی سه دهه گذشته تقریباً به آنهایی رسیده‌است که در بالای هرم هستند در حالی که افراد پله‌های پایین‌تر نردبان با کاهش دستمزد واقعی و همچنین کاهش خرجی و کاهش امنیت شغلی روبرو شده‌اند. اینگلهارت و نوریس همچنین دو پرسشی را توضیح می‌دهند که در خلال این مقاله بوجود آمد: نخستین انگیزهٔ مردم برای پشتیبانی از احزاب پوپولیستی چیست؟ و چرا در مقایسه با سه دهه پیش، آرا احزاب پوپولیستی بسیار افزایش یافته‌است؟

## جایزه و تقدیرنامه
اینگلهارت جایزه‌ها و افتخارات زیر را دریافت کرده‌است:
- دکترای افتخاری دانشگاه اوپسالا، سوئد، ۲۰۰۶.[۹]
- دکترای افتخاری دانشگاه آزاد بروکسل، بلژیک ۲۰۱۰.
- دکترای افتخاری دانشگاه لونبورگ، آلمان ۲۰۱۲.
- همکار آکادمی علوم سیاسی و اجتماعی آمریکا
- همکار آکادمی علوم و هنرهای آمریکا
- برنده جایزه یوهان اسکایت در علوم سیاسی، ۲۰۱۱.